# 基立福
基立福（Grifols, S.A.，加泰隆尼亞語：[ɡɾiˈfɔɫs]）是一家總部位於西班牙巴塞羅那的化學及製藥公司。主要製造與血清相關的產品。

## 歷史
基立福由血液學家José A. Grifols Roigwas成立於1940年。2006年5月在馬德里證券交易所上市。
2011年6月1日以40億美元的價格收購美國公司Talecris Biotherapeutics。

## 外部連結
- 官方网站